# Keakamāhana
Keakamāhana (née vers 1615 et décédée de 1665) est une femme (en hawaïen aliʻi nui) de la noblesse hawaïenne qui fut reine d'Hawaï de 1635 à 1665.

## Famille
Elle est la fille aînée du roi d'Hawaï Keakealanikane (en) et de sa femme Kealiiokalani. À la mort de son père en 1635, elle succède à son père sur le trône. Elle épouse son cousin Aliʻi Iwikauikaua, fils de Aliʻi Makakaualiʻi. Elle décède en 1665 et sa fille Keakealaniwahine (en) lui succède à la tête du royaume.